# Arquidiócesis de Sorocaba
La arquidiócesis de Sorocaba (en latín: Archidioecesis Sorocabana y en portugués: Arquidiocese de Sorocaba) es una circunscripción eclesiástica de la Iglesia católica en Brasil. Se trata de una arquidiócesis latina, sede metropolitana de la provincia eclesiástica de Sorocaba. Desde el 28 de diciembre de 2016 su arzobispo es Júlio Endi Akamine, de los palotinos.

## Territorio y organización
La arquidiócesis tiene 4053 km² y extiende su jurisdicción sobre los fieles católicos de rito latino residentes en 12 municipios del estado de São Paulo: Sorocaba, Araçoiaba da Serra, Boituva, Cerquilho, Iperó, Jumirim, Piedade, Porto Feliz, Salto de Pirapora, Tapiraí, Tietê y Votorantim.
La sede de la arquidiócesis se encuentra en la ciudad de Sorocaba, en donde se halla la Catedral de Nuestra Señora del Puente.
En 2020 en la arquidiócesis existían 59 parroquias. 
La arquidiócesis tiene como sufragáneas a las diócesis de: Itapetininga, Itapeva, Jundiaí y Registro.

## Historia
La diócesis de Sorocaba fue erigida el 4 de julio de 1924 con la bula Ubi Praesules del papa Pío XI, obteniendo el territorio de la arquidiócesis de San Pablo y de las diócesis de Botucatu (hoy arquidiócesis de Botucatu) y Taubaté. Originalmente era sufragánea de la arquidiócesis de San Pablo.
El 19 de septiembre de 1954, con la bula E prisco maiorum del papa Pío XII, se instituyó el cabildo de la catedral.
El 1 de julio de 1960, con la carta apostólica Praecipuo pietatis, el papa Juan XXIII proclamó a la Santísima Virgen María, en portugués Nossa Senhora da Ponte, patrona principal de la diócesis y de la ciudad episcopal.
El 2 de marzo de 1968 cedió una parte de su territorio para la erección de la diócesis de Itapeva mediante la bula Quantum spei bonae del papa Pablo VI.
El 29 de abril de 1992 la diócesis fue elevada al rango de arquidiócesis metropolitana con la bula Brasilienses fideles del papa Juan Pablo II.
El 15 de abril de 1998 cedió otra porción de territorio para la erección de la diócesis de Itapetininga mediante la bula Apostolicum munus del papa Juan Pablo II.

## Estadísticas
Según el Anuario Pontificio 2021 la arquidiócesis tenía a fines de 2020 un total de 833 599 fieles bautizados.
| Año                                                                             | Población            | Población | Población      | Sacerdotes | Sacerdotes    | Sacerdotes    | Bautizados por sacerdote | Diáconos permanentes | Religiosos | Religiosos | Parroquias |
| Año                                                                             | Bautizados católicos | Total     | % de católicos | Total      | Clero secular | Clero regular | Bautizados por sacerdote | Diáconos permanentes | Varones    | Mujeres    | Parroquias |
| ------------------------------------------------------------------------------- | -------------------- | --------- | -------------- | ---------- | ------------- | ------------- | ------------------------ | -------------------- | ---------- | ---------- | ---------- |
| 1950                                                                            | 453 000              | 455 000   | 99.6           | 46         | 18            | 28            | 9847                     |                      | 28         | 168        | 32         |
| 1966                                                                            | 650 000              | 800 000   | 81.3           | 96         | 54            | 42            | 6770                     |                      | 86         | 305        | 41         |
| 1967                                                                            | ?                    | 656 916   | ?              | 67         | 42            | 25            | ?                        |                      |            | 252        | 27         |
| 1976                                                                            | 450 000              | 500 000   | 90.0           | 75         | 36            | 39            | 6000                     | 12                   | 44         | 180        | 38         |
| 1977                                                                            | 544 000              | 605 000   | 89.9           | 64         | 35            | 29            | 8500                     | 15                   | 37         | 180        | 40         |
| 1990                                                                            | 636 000              | 775 000   | 82.1           | 69         | 45            | 24            | 9217                     | 16                   | 31         | 174        | 42         |
| 1999                                                                            | 526 155              | 754 508   | 69.7           | 45         | 33            | 12            | 11 692                   | 21                   | 13         | 136        | 33         |
| 2000                                                                            | 569 373              | 813 391   | 70.0           | 51         | 37            | 14            | 11 164                   | 27                   | 15         | 142        | 36         |
| 2001                                                                            | 604 730              | 864 901   | 69.9           | 54         | 40            | 14            | 11 198                   | 34                   | 17         | 174        | 54         |
| 2002                                                                            | 615 148              | 878 784   | 70.0           | 55         | 41            | 14            | 11 184                   | 36                   | 21         | 157        | 58         |
| 2003                                                                            | 632 587              | 903 696   | 70.0           | 55         | 40            | 15            | 11 501                   | 34                   | 18         | 137        | 42         |
| 2004                                                                            | 654 789              | 935 414   | 70.0           | 56         | 42            | 14            | 11 692                   | 39                   | 19         | 147        | 42         |
| 2010                                                                            | 666 000              | 952 000   | 70.0           | 113        | 73            | 40            | 5893                     | 42                   | 104        | 152        | 48         |
| 2014                                                                            | 766 792              | 1 095 418 | 70.0           | 99         | 69            | 30            | 7745                     | 41                   | 83         | 131        | 55         |
| 2017                                                                            | 800 177              | 1 143 111 | 70.0           | 90         | 71            | 19            | 8890                     | 46                   | 53         | 131        | 59         |
| 2020                                                                            | 833 599              | 1 190 201 | 70.0           | 73         | 73            |               | 11 419                   | 44                   | 34         | 130        | 59         |
| Fuente: Catholic-Hierarchy, que a su vez toma los datos del Anuario Pontificio. |                      |           |                |            |               |               |                          |                      |            |            |            |

## Episcopologio
- José Carlos de Aguirre † (4 de julio de 1924-8 de enero de 1973 falleció)
- José Melhado Campos † (8 de enero de 1973 por sucesión-20 de marzo de 1981 renunció)
- José Lambert Filho, C.S.S. † (20 de marzo de 1981 por sucesión-4 de mayo de 2005 retirado)
- Eduardo Benes de Sales Rodrigues (4 de mayo de 2005-28 de diciembre de 2016 retirado)
- Júlio Endi Akamine, S.A.C., desde el 28 de diciembre de 2016